# Verneuil-sur-Igneraie
Pour les articles homonymes, voir Verneuil.
Verneuil-sur-Igneraie est une commune française située dans le département de l'Indre, en région Centre-Val de Loire.

## Géographie

### Localisation
La commune est située dans le sud-est du département, dans la région naturelle du Boischaut Sud.
Les communes limitrophes sont : Saint-Chartier (3 km), La Berthenoux (4 km), Lourouer-Saint-Laurent (4 km), Nohant-Vic (4 km) et Thevet-Saint-Julien (5 km).
Les communes chefs-lieux et préfectorales sont : La Châtre (8 km), Châteauroux (30 km), Issoudun (32 km) et Le Blanc (72 km).

### Hameaux et lieux-dits
Les hameaux et lieux-dits de la commune sont : les Loges, les Billettes et les Montgenêts
.

### Géologie et hydrographie
La commune est classée en zone de sismicité 2, correspondant à une sismicité faible.
Le territoire communal est arrosé par la rivière Igneraie.

### Climat
Pour des articles plus généraux, voir Climat du Centre-Val de Loire et Climat de l'Indre.
En 2010, le climat de la commune est de type climat océanique dégradé des plaines du Centre et du Nord, selon une étude du CNRS s'appuyant sur une série de données couvrant la période 1971-2000. En 2020, Météo-France publie une typologie des climats de la France métropolitaine dans laquelle la commune est exposée à un climat océanique altéré et est dans la région climatique Ouest et nord-ouest du Massif Central, caractérisée par une pluviométrie annuelle de 900 à 1 500 mm, maximale en automne et en hiver.
Pour la période 1971-2000, la température annuelle moyenne est de 11,4 °C, avec une amplitude thermique annuelle de 15,4 °C. Le cumul annuel moyen de précipitations est de 797 mm, avec 11,9 jours de précipitations en janvier et 7,6 jours en juillet. Pour la période 1991-2020, la température moyenne annuelle observée sur la station météorologique de Météo-France la plus proche, « St-christophe », sur la commune de Saint-Christophe-en-Boucherie à 9 km à vol d'oiseau, est de 11,9 °C et le cumul annuel moyen de précipitations est de 850,4 mm,. Pour l'avenir, les paramètres climatiques de la commune estimés pour 2050 selon différents scénarios d'émission de gaz à effet de serre sont consultables sur un site dédié publié par Météo-France en novembre 2022.

### Voies de communication et transports
Le territoire communal est desservi par les routes départementales : 51, 69, 69A et 72.
La gare ferroviaire la plus proche est la gare de Châteauroux, à 32 km.
Verneuil-sur-Igneraie est desservie par la ligne E du Réseau de mobilité interurbaine.
L'aéroport le plus proche est l'aéroport de Châteauroux-Centre, à 36 km.
Le territoire communal est traversé par le sentier de grande randonnée de pays : Sur les pas des maîtres sonneurs.

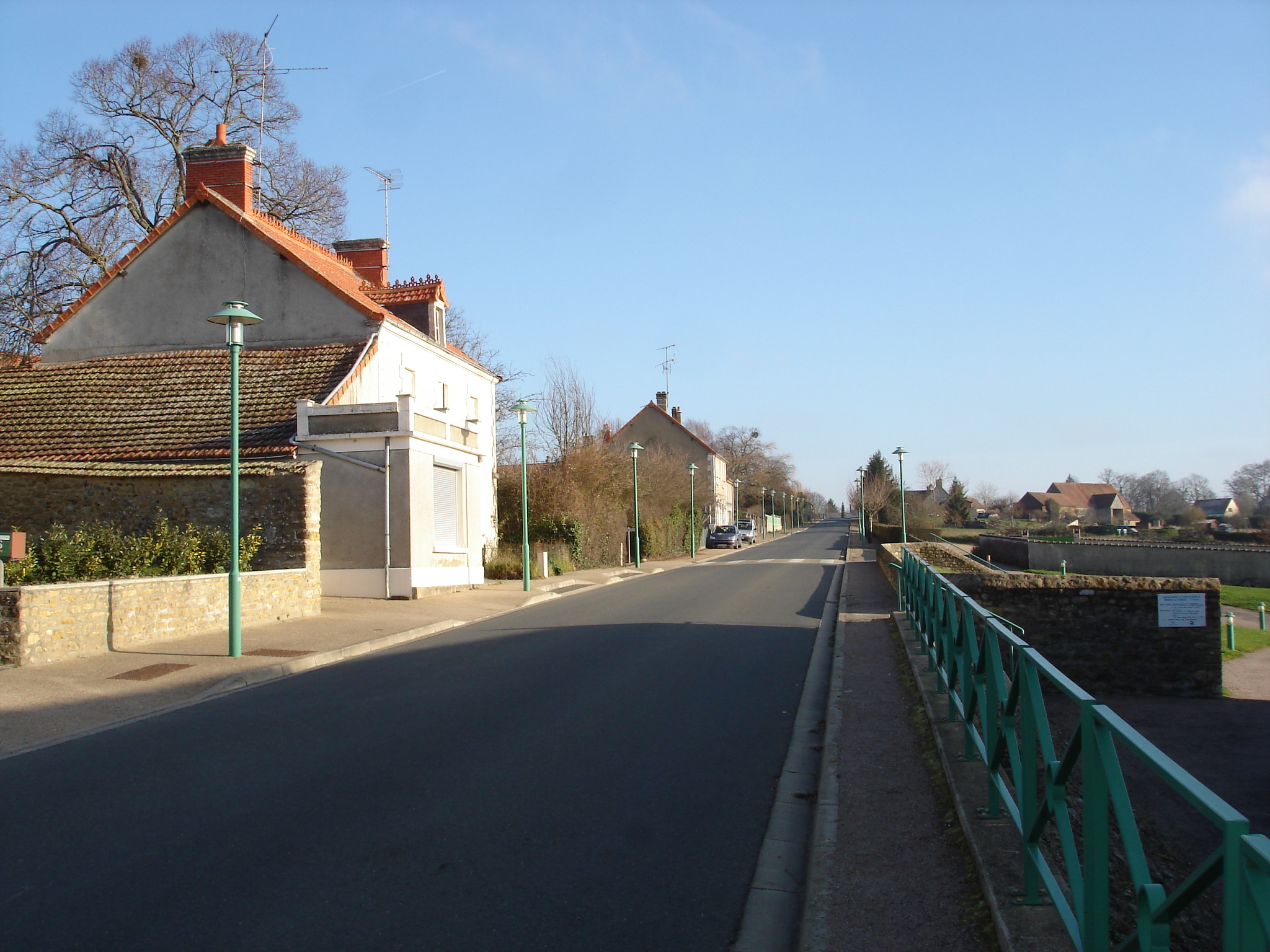
La rue des Potiers en 2012.
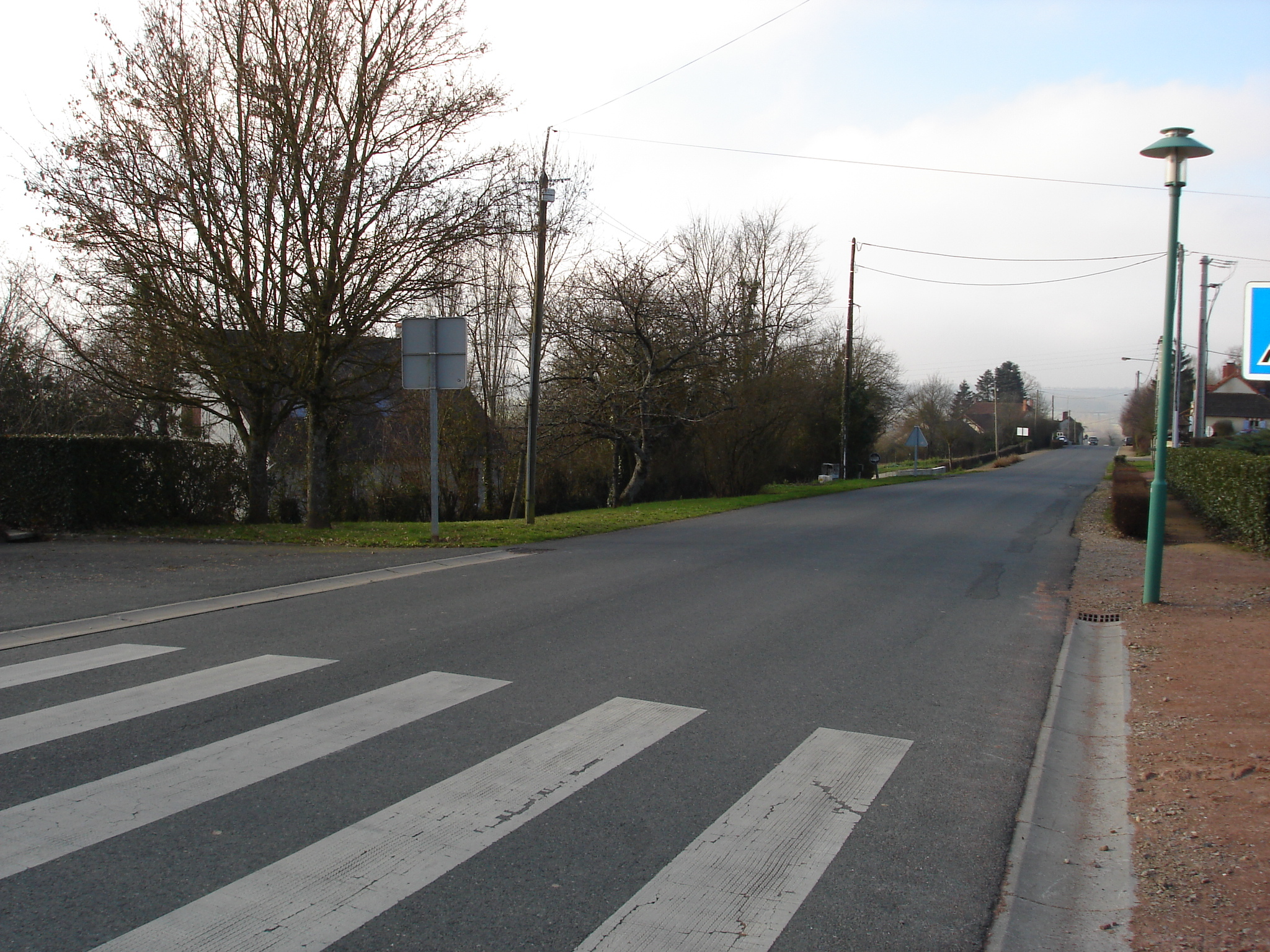
La rue de la Vallée Noire en 2012.

## Urbanisme

### Typologie
Au 1er janvier 2024, Verneuil-sur-Igneraie est catégorisée commune rurale à habitat dispersé, selon la nouvelle grille communale de densité à sept niveaux définie par l'Insee en 2022.
Elle est située hors unité urbaine. Par ailleurs la commune fait partie de l'aire d'attraction de La Châtre, dont elle est une commune de la couronne,. Cette aire, qui regroupe 14 communes, est catégorisée dans les aires de moins de 50 000 habitants,.

### Occupation des sols
L'occupation des sols de la commune, telle qu'elle ressort de la base de données européenne d’occupation biophysique des sols Corine Land Cover (CLC), est marquée par l'importance des territoires agricoles (93,2 % en 2018), une proportion sensiblement équivalente à celle de 1990 (93,4 %). La répartition détaillée en 2018 est la suivante : 
prairies (54,4 %), terres arables (29,3 %), zones agricoles hétérogènes (9,5 %), zones urbanisées (4,6 %), forêts (2,3 %). L'évolution de l’occupation des sols de la commune et de ses infrastructures peut être observée sur les différentes représentations cartographiques du territoire : la carte de Cassini (XVIIIe siècle), la carte d'état-major (1820-1866) et les cartes ou photos aériennes de l'IGN pour la période actuelle (1950 à aujourd'hui).

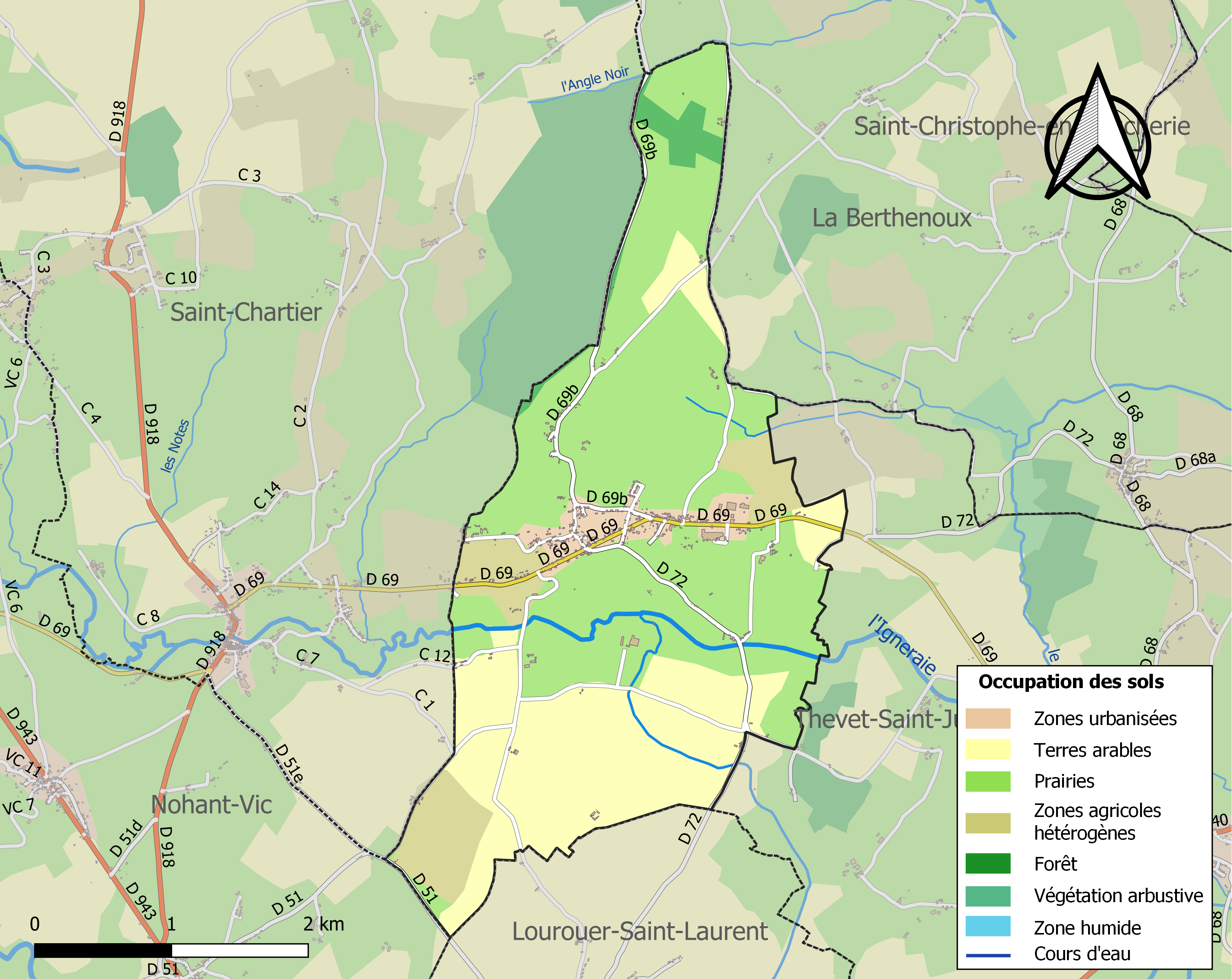
Carte des infrastructures et de l'occupation des sols de la commune en 2018 (CLC).

### Logement
Le tableau ci-dessous présente le détail du secteur des logements de la commune :
| Date du relevé                                              | 2013   |
| Nombre total de logements                                   | 212    |
| Résidences principales                                      | 78,6 % |
| Résidences secondaires                                      | 12,2 % |
| Logements vacants                                           | 9,2 %  |
| Part des ménages propriétaires de leur résidence principale | 81,8 % |

### Risques majeurs
Le territoire de la commune de Verneuil-sur-Igneraie est vulnérable à différents aléas naturels : météorologiques (tempête, orage, neige, grand froid, canicule ou sécheresse), mouvements de terrains et séisme (sismicité faible). Un site publié par le BRGM permet d'évaluer simplement et rapidement les risques d'un bien localisé soit par son adresse soit par le numéro de sa parcelle.

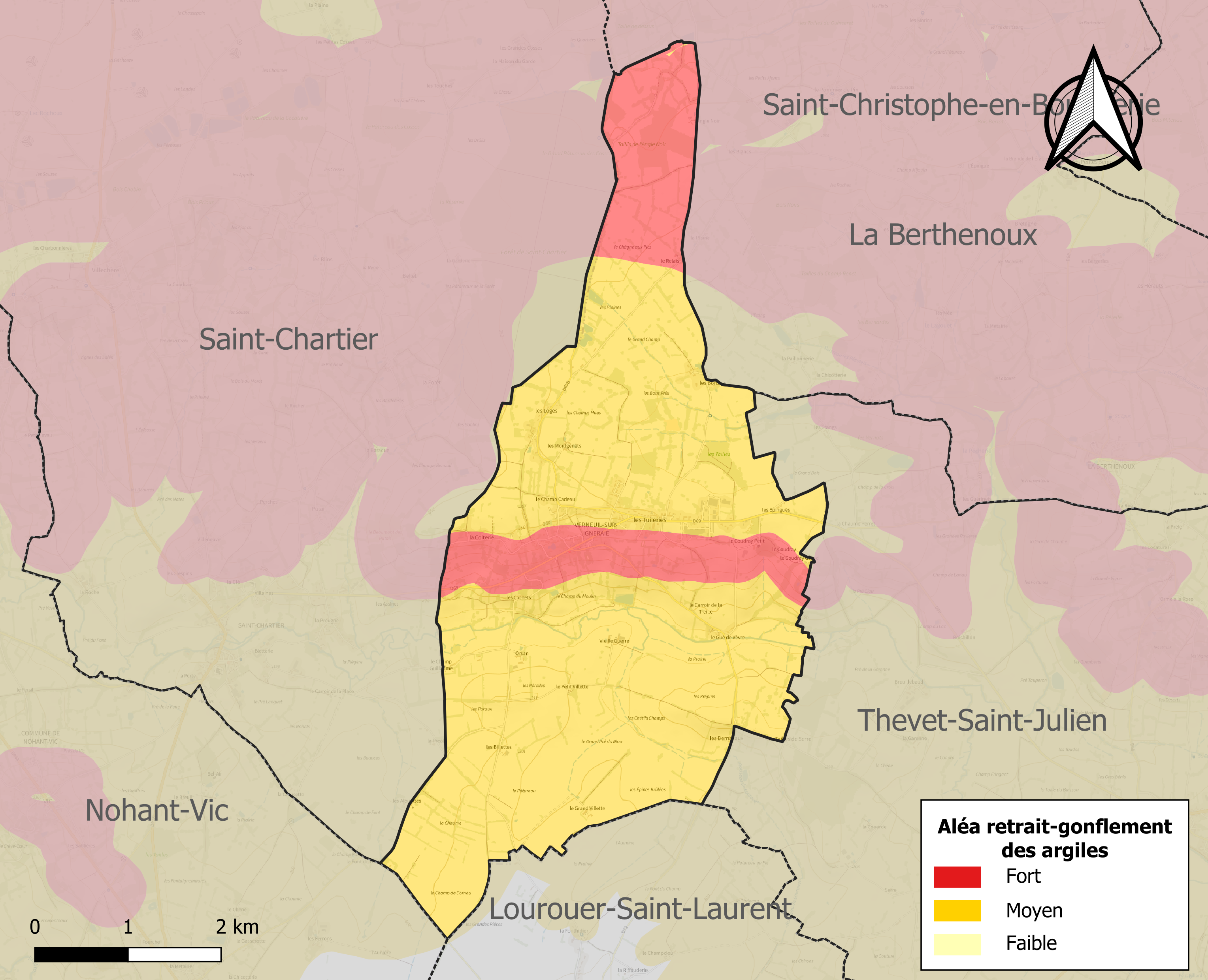
Carte des zones d'aléa retrait-gonflement des sols argileux de Verneuil-sur-Igneraie.

Les mouvements de terrains susceptibles de se produire sur la commune sont des tassements différentiels.
Le retrait-gonflement des sols argileux est susceptible d'engendrer des dommages importants aux bâtiments en cas d’alternance de périodes de sécheresse et de pluie. La totalité de la commune est en aléa moyen ou fort (84,7 % au niveau départemental et 48,5 % au niveau national). Sur les 215 bâtiments dénombrés sur la commune en 2019, 215 sont en aléa moyen ou fort, soit 100 %, à comparer aux 86 % au niveau départemental et 54 % au niveau national. Une cartographie de l'exposition du territoire national au retrait gonflement des sols argileux est disponible sur le site du BRGM,.
Concernant les mouvements de terrains, la commune a été reconnue en état de catastrophe naturelle au titre des dommages causés par la sécheresse en 1989, 1991, 1992, 2002, 2006, 2016, 2018 et 2019 et par des mouvements de terrain en 1999.

## Toponymie
L'origine du nom de Verneuil remonte à verno signifiant « aulne » suivi du suffixe gaulois -ialo signifiant « champ, clairière » ; la forme primitive serait donc *Vernoialos, « la clairière des aulnes ».
Ses habitants sont appelés les Versurinois.

## Politique et administration
La commune dépend de l'arrondissement de La Châtre, du canton de La Châtre, de la deuxième circonscription de l'Indre et de la communauté de communes de La Châtre et Sainte-Sévère.
Elle dispose d'une agence postale communale.

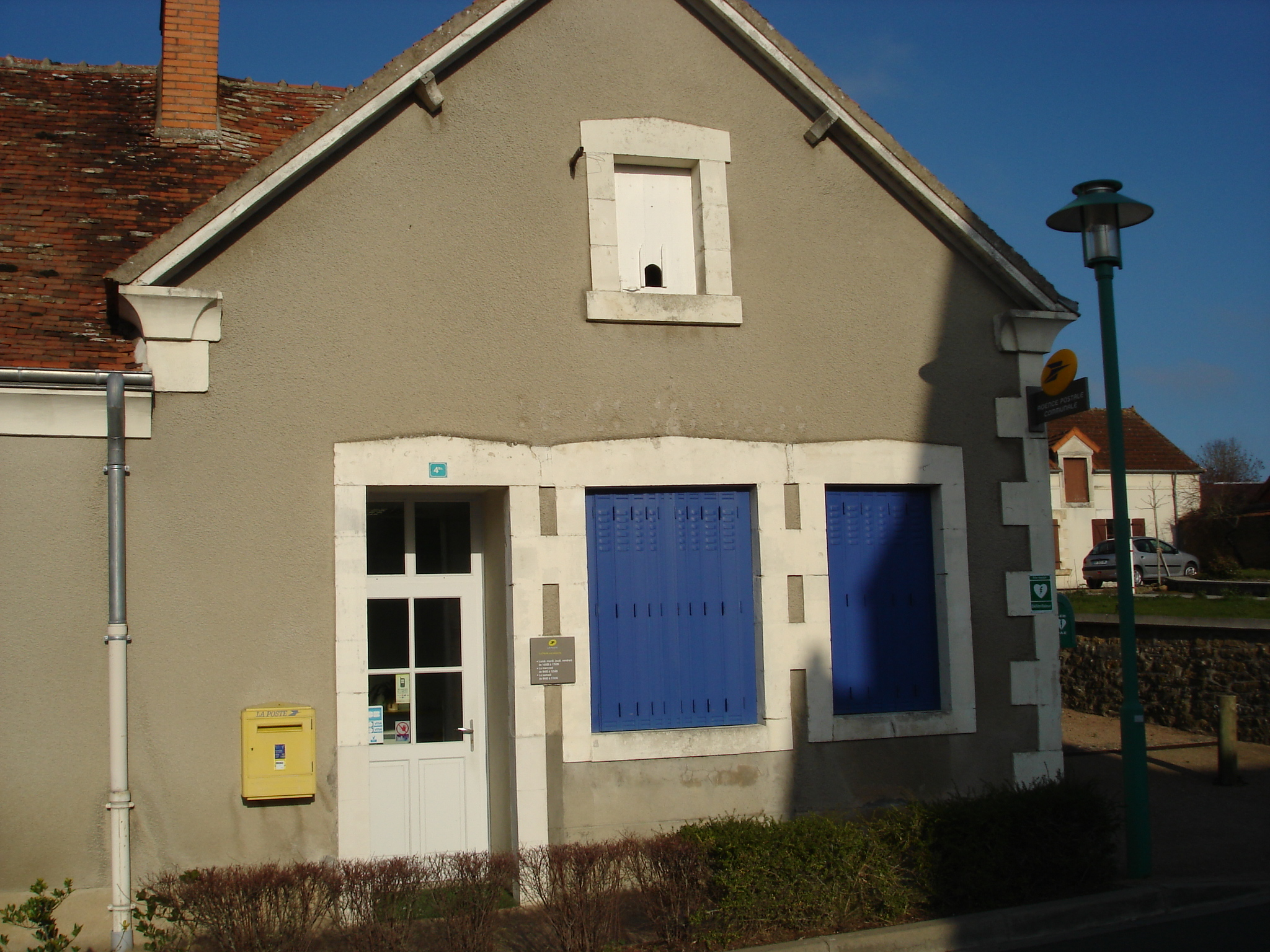
L'agence postale communale en 2012.

| Période                                  | Période   | Identité        | Étiquette | Qualité   |
| ---------------------------------------- | --------- | --------------- | --------- | --------- |
| mars 2001                                | mars 2008 | Roland Giraud   | ?         | ?         |
| mars 2008,                               | 2020      | Madeleine Malot | DVD       | Retraitée |
| 2020                                     | En cours  | Nicole d'Hooghe |           |           |
| Les données manquantes sont à compléter. |           |                 |           |           |

## Population et société

### Démographie
L'évolution du nombre d'habitants est connue à travers les recensements de la population effectués dans la commune depuis 1793. Pour les communes de moins de 10 000 habitants, une enquête de recensement portant sur toute la population est réalisée tous les cinq ans, les populations de référence des années intermédiaires étant quant à elles estimées par interpolation ou extrapolation. Pour la commune, le premier recensement exhaustif entrant dans le cadre du nouveau dispositif a été réalisé en 2005.

En 2022, la commune comptait 343 habitants, en évolution de +9,58 % par rapport à 2016 (Indre : −3 %, France hors Mayotte : +2,11 %).
| 1793 | 1800 | 1806 | 1821 | 1831 | 1836 | 1841 | 1846 | 1851 |
| ---- | ---- | ---- | ---- | ---- | ---- | ---- | ---- | ---- |
| 365  | 407  | 389  | 524  | 512  | 507  | 453  | 505  | 506  |

| 1856 | 1861 | 1866 | 1872 | 1876 | 1881 | 1886 | 1891 | 1896 |
| ---- | ---- | ---- | ---- | ---- | ---- | ---- | ---- | ---- |
| 500  | 517  | 527  | 540  | 596  | 646  | 618  | 607  | 586  |

| 1901 | 1906 | 1911 | 1921 | 1926 | 1931 | 1936 | 1946 | 1954 |
| ---- | ---- | ---- | ---- | ---- | ---- | ---- | ---- | ---- |
| 603  | 610  | 583  | 533  | 554  | 540  | 534  | 477  | 481  |

| 1962 | 1968 | 1975 | 1982 | 1990 | 1999 | 2005 | 2006 | 2010 |
| ---- | ---- | ---- | ---- | ---- | ---- | ---- | ---- | ---- |
| 423  | 448  | 384  | 288  | 316  | 327  | 342  | 345  | 345  |

| 2015 | 2020 | 2022 | - | - | - | - | - | - |
| ---- | ---- | ---- | - | - | - | - | - | - |
| 318  | 335  | 343  | - | - | - | - | - | - |

### Enseignement
La commune dépend de la circonscription académique de La Châtre.

### Médias
La commune est couverte par les médias suivants : La Nouvelle République du Centre-Ouest, Le Berry républicain, L'Écho - La Marseillaise, La Bouinotte, Le Petit Berrichon, L'Écho du Berry, France 3 Centre-Val de Loire, Berry Issoudun Première, Vibration, Forum, France Bleu Berry et RCF en Berry.

## Économie
La commune se situe dans la zone d’emploi de Châteauroux et dans le bassin de vie de La Châtre.
La commune se trouve dans l'aire géographique et dans la zone de production du lait, de fabrication et d'affinage du fromage Valençay.
La commune est le siège d'une importante entreprise de transport.

## Culture locale et patrimoine

### Lieux et monuments
- Château du Coudray : c'est dans ce château que se sont rencontrés Jules Sandeau et George Sand.
- Église Saint-Hilaire : elle possède une « cloche », notice no PM36000302, datant de 1550 et inscrite depuis le 23 mai 1944 sur la base Palissy. La cloche porte l'inscription Sancte Hilari ora pro nobis. Des médaillons d'Ernest Nivet représentant Fernand Maillaud, Gabriel Nigond et l'abbé Émile Jacob sont accrochés au mur de l'église Saint-Hilaire.
- Monument aux morts
- Croix
- Poteries de la Vallée Noire : la commune a été, pendant le XIXe siècle et le début du XXe siècle, un important centre de production de tuiles, de céramiques, et de poteries, avec jusqu'à 19 ateliers sur la commune. Dans les années 1900 encore, on construisait de nouveaux ateliers ; les produits étaient transportés en chariots jusqu'à la gare de Nohant-Vic, sur la ligne de Châteauroux à Montluçon. Les poteries d'art sont le dernier souvenir de cette activité.

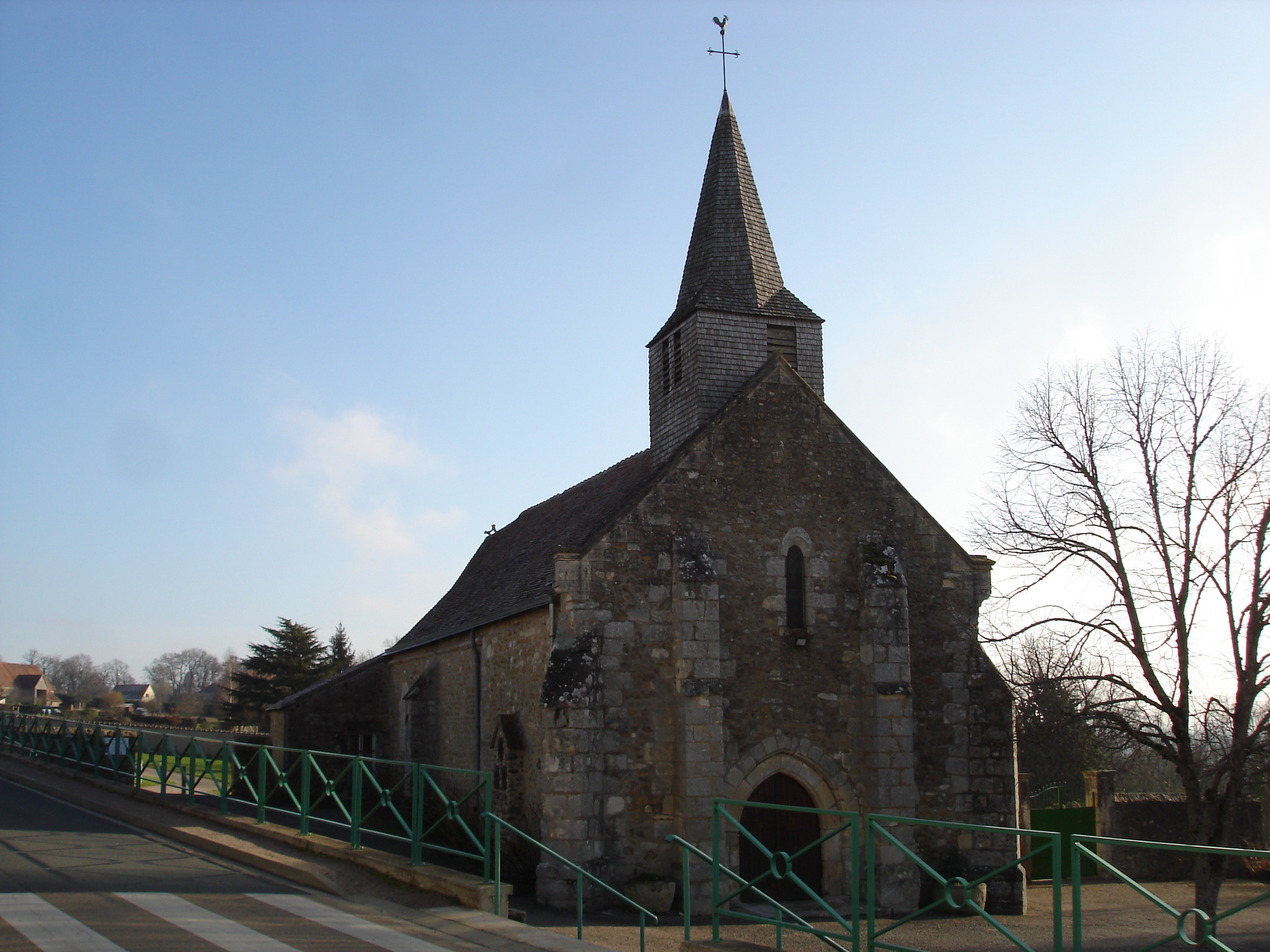
L'église en 2012.
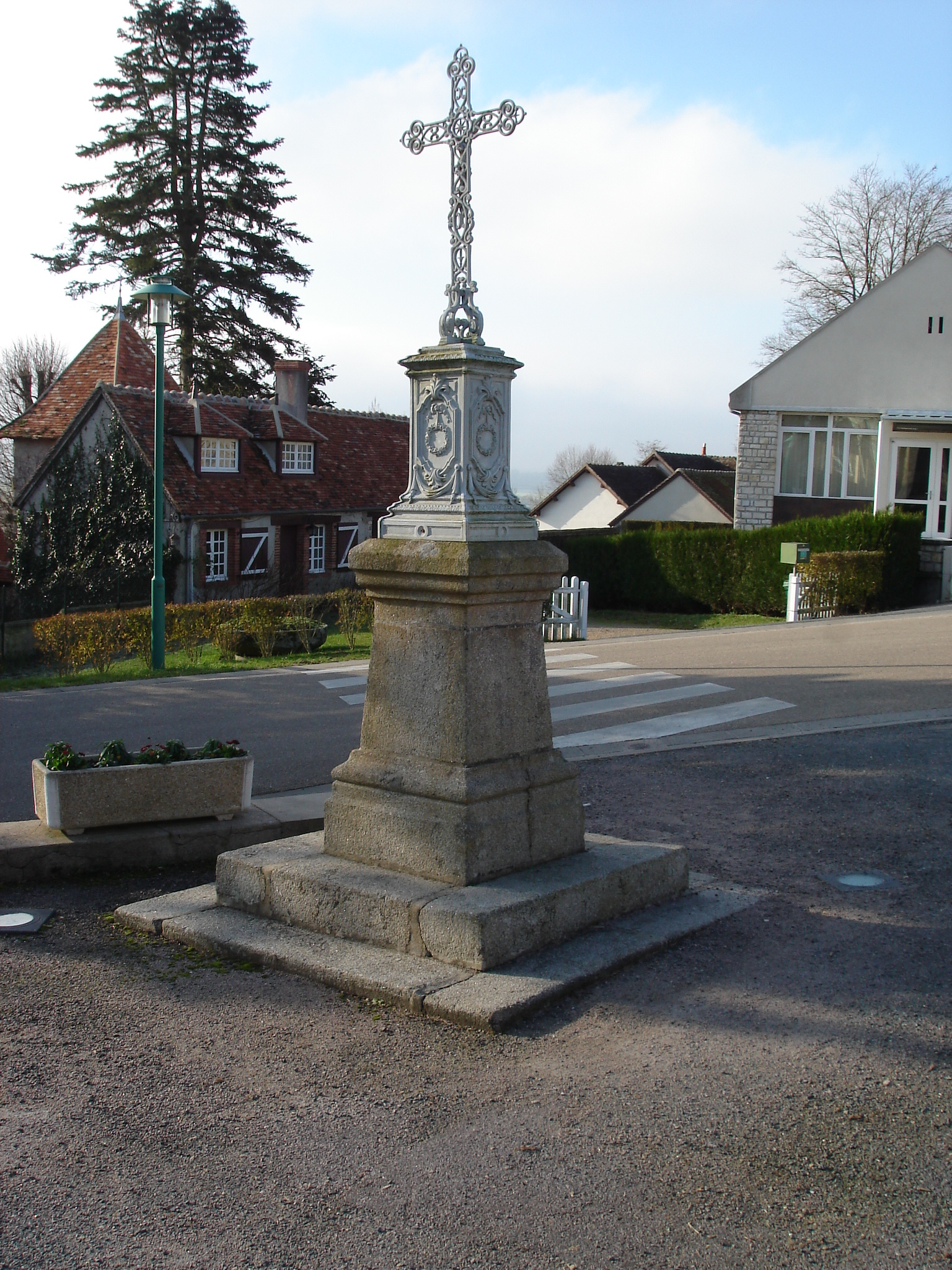
La croix en 2012.

### Personnalités liées à la commune

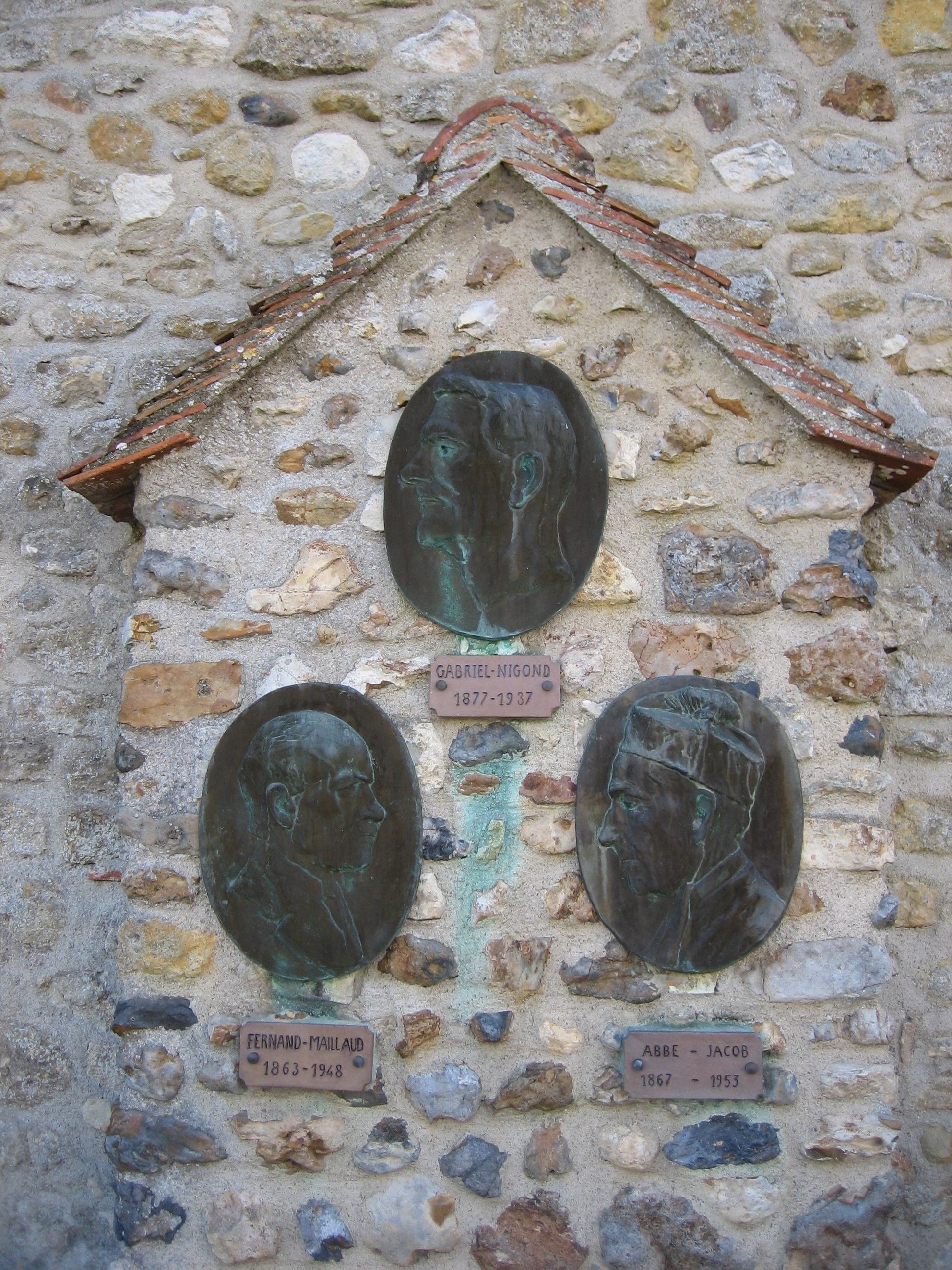
Nigond, Maillaud et Jacob par Ernest Nivet (1947).

- Charles Duvernet, écrivain, ami de George Sand, propriétaire du château du Coudray.
- Alice Lamy, native de Verneuil-sur-Igneraie, militante de la Cagoule, compagne de Jean Filliol, condamnée pour l'assassinat des frères Nello Rosselli et Carlo Rosselli, militants antifascistes italiens.
- Fernand Maillaud (1862-1948), peintre et illustrateur. Le poète Gabriel Nigond (1877-1937) et l'abbé Émile Jacob (1867-1953), connu aussi sous le pseudonyme Hector de Corlay, se retrouvent à la villa des Epingués, lieu-dit sur le territoire de la commune, à l'est du bourg, où Fernand Maillaud vit l'été de 1902 à 1920[Note 3]. Gabrielle Sand, fille de Maurice Sand, se joint à ce groupe[37]. Ernest Nivet participe aux réunions, ainsi qu'Hugues Lapaire (1869-1967), poète, Raoul Adam (1881-1948), peintre, Jacques et André des Gachons, l'un écrivain et l'autre peintre, Hilaire de Vesvre, historien qui créa la maison d'édition Maintenance du Berry. 
 Ernest Nivet[38],[39] réalise trois médaillons, placés sur la face nord de l'église Saint-Hilaire de Verneuil, qui représentent l'abbé Émile Jacob, Fernand Maillaud et Gabriel Nigond.